# 대소성당
대소성당은 성(聖) 요셉 성당이라고도 하며 천주교 청주교구의 음성지구에 속한다. 이 성당은 1932년 설립되어 1934년 성당 건축 이후 선교활동이 본격적으로 이뤄졌고, 1975년 진천 광혜원 본교회에 속하다 선교교회로 승격되었다. 1960년대부터 재정적 자립을 목표로 기금확보계획을 추진하였고, 1990년 10월 오미교회에서 대소교회로 명칭을 변경했다. 이후 1997년 6월 30일 대소공소에서 대소성당으로 승격하였다. 음성군 대소면의 내산리·대중리·성본리를 제외한 전 지역과 맹동면 전 지역을 관할한다.

## 현황
- 소재지: 충북 음성군 대소면 오태로 80-8 [369-824]
- 설립일: 1997. 6. 30
- 주보성인 : 성 요셉
- 관할구역: 음성군 대소면(내산리, 대중리, 성본리를 제외한 전 지역), 맹동면 전 지역
- 관할인구: 18,201명
- 신자총수: 1,189명
- 구역내 신자비율: 6.1%
- 주임신부: 최법관 베드로 신부